# John Lad
John Lad fut l'un des premiers opérateurs de la traite négrière en Afrique, sur la côte de l'actuel Ghana.
En novembre 1646, le capitaine John Lad arriva sur le navire Our Lady, pour le compte de marchands privés anglais, dans la région de Komenda (Ghana) où s'était installée la Guinea Company, compagnie commerciale anglaise fondée en 1618 pour le commerce sur les côtes d'Afrique, dirigée en 1625 par Nicholas Crisp, qui possédait un autre fort sur la Gold Coast à Kormantin et une quinzaine de bateaux. 
Il fut l'un des premiers négriers anglais reconnus, en embarquant une cargaison de 100 esclaves à Winneba en janvier 1647, site sur lequel ses employeurs lui demandèrent d'installer un fort en 1648. En 1650, il installa aussi un fort pour le compte de la Winneba Company ou Biemba Company, à Accra, où les hollandais avaient déjà installé dans les années 1640 le Fort Crèvecœur (Ghana). 
Winneba est à mi-chemin entre le Fort de Cape Coast, le "Carolusborg" fondé par les suédois en 1653 et Accra. 